# قمری-کوکوی فیلیپینی
قمری-کوکوی فیلیپینی (نام علمی: Macropygia tenuirostris) نام یک گونه از سرده قمری-کوکو است.